# 14815 Rutberg
14815 Rutberg (1981 TH3) là một tiểu hành tinh vành đai chính được phát hiện ngày 7 tháng 10 năm 1981 bởi T. M. Smirnova ở Đài vật lý thiên văn Crimean.